# ウマヅラアジ
ウマヅラアジ（学名:Alectis indica ）は、アジ科に属する大型の海水魚である。インド太平洋の熱帯域に広く分布し、分布域は東アフリカから、インド、インドネシア、日本、オーストラリアなどに広がっている。成魚は主に水深100mまでの沿岸域の岩礁やサンゴ礁に生息する一方、幼魚はエスチュアリーや海草藻場など様々な環境でみられる。同属のイトヒキアジとよく似るが、本種は頭部の輪郭がより急峻で眼の上に突出部があることなどから区別できる。最大で全長165cm、体重25kgに達することが知られている。肉食魚で、魚類や頭足類、甲殻類などを捕食する。漁業においてはそれほど重要ではないが、シンガポールでは養殖の対象になっている。

## 分類
ウマヅラアジはスズキ目アジ科に属する約30の属のうちのひとつ、イトヒキアジ属(Alectis )に属する。
本種はドイツの博物学者エドゥアルト・リュッペルによって、1830年にScyris indicus という学名で初めて記載された。このときのタイプ標本は紅海で採集されたものであった。リュッペルによる記載ののち、多くの博物学者が独立に本種を記載し、Hynnis insanus やCaranx gallus そしてHynnis momsaといった学名が本種に与えられた。リュッペルによる原記載ものちに修正を受け、まずSeriolichthys 属に、そして最後に1913年にJames Douglas Ogilbyによってイトヒキアジ属に移された。この結果文献では学名はAlectis indicus と表記されるようになったが、移行後の属名Alectis はラテン語における女性名詞であるため、種小名はindica と綴るのが正しい。

## 形態

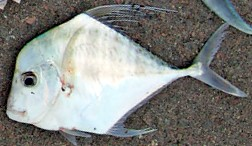
幼魚。すでに鰭の伸長は消え始めている。

大型種であり最大で全長165cm、体重25kgに達した記録がある。アジ科の大型種に典型的な、角張って強く側偏した体型をもつ。特に頭部の輪郭が特徴的で、眼のあたりがわずかに突出することで同属他種と区別することができる。また、同属のイトヒキアジ(A. ciliaris )などと比べて眼下幅が広く頭部輪郭が眼の上方から急傾斜しているため、和名の通り馬面を思わせる。背側の輪郭の方が腹側の輪郭よりもふくらんでいる。背鰭は二つの部分に分かれており、第一背鰭は5-7棘、第二背鰭は1棘、18-19軟条。臀鰭には前方に2本の遊離棘があり、それを除けば1棘、15-16軟条。胸鰭は長く湾曲しており、側線の曲線部と直線部の交点を越えて伸長している。一見して体表には鱗がないように見えるが、近くで観察すると深く埋め込まれた小さな鱗があるのが分かる。側線は前方で強く湾曲する。側線の直線部には6から11の稜鱗（ぜいご）がある。尾柄部は短く、尾鰭は2叉する。イトヒキアジと同様、幼魚のあいだ臀鰭と背鰭はフィラメント状に伸長する。本種の幼魚はその他に腹鰭の前部軟条も長く、この点でイトヒキアジの幼魚と区別できる。鰓耙数は31-33、椎骨数は24である。
成魚の体色は上部で青緑色で、頭部で最も黒色が強く、下部では銀色になる。鰓蓋の上部には小さく不明瞭な黒斑がある。伸長する背鰭と臀鰭の軟条部、それに加えて腹鰭は暗青色から黒色で、他の鰭は薄い緑色から無色透明である。幼魚には5本から7本の幅広で垂直な黒い横帯が存在する。

## 分布

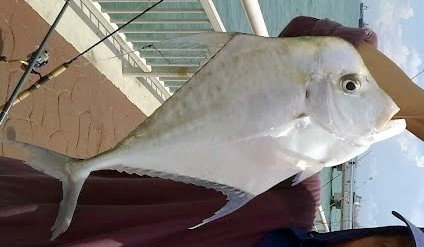
西オーストラリアで釣り上げられた個体。

インド洋、西太平洋の熱帯域に分布する。インド洋ではマダガスカルから東アフリカ、紅海、インド沿岸に生息する。太平洋では東南アジア、中国から北は日本、台湾、南はインドネシア、オーストラリア北部へ生息域が広がっている。生息の東限として、フランス領ポリネシアからも標本が得られている。
日本においては本州の近畿以南、琉球列島でみられる。
ふつう水深20mから100mの沿岸海域に生息するが、幼魚は漂泳性で海流に乗って生活している可能性がある。年によって、海流に乗りオーストラリアのシドニーまで南方に流れつくことがある。その際は夏をエスチュアリー内で過ごした後、水温の下がる冬になると死滅する（死滅回遊）。幼魚は南アフリカなど他の地域でもエスチュアリーで生活する事例が知られているほか、海草藻場でもみられる。成魚はふつう水深20mより深い岩礁やサンゴ礁で生活する。

## 生態

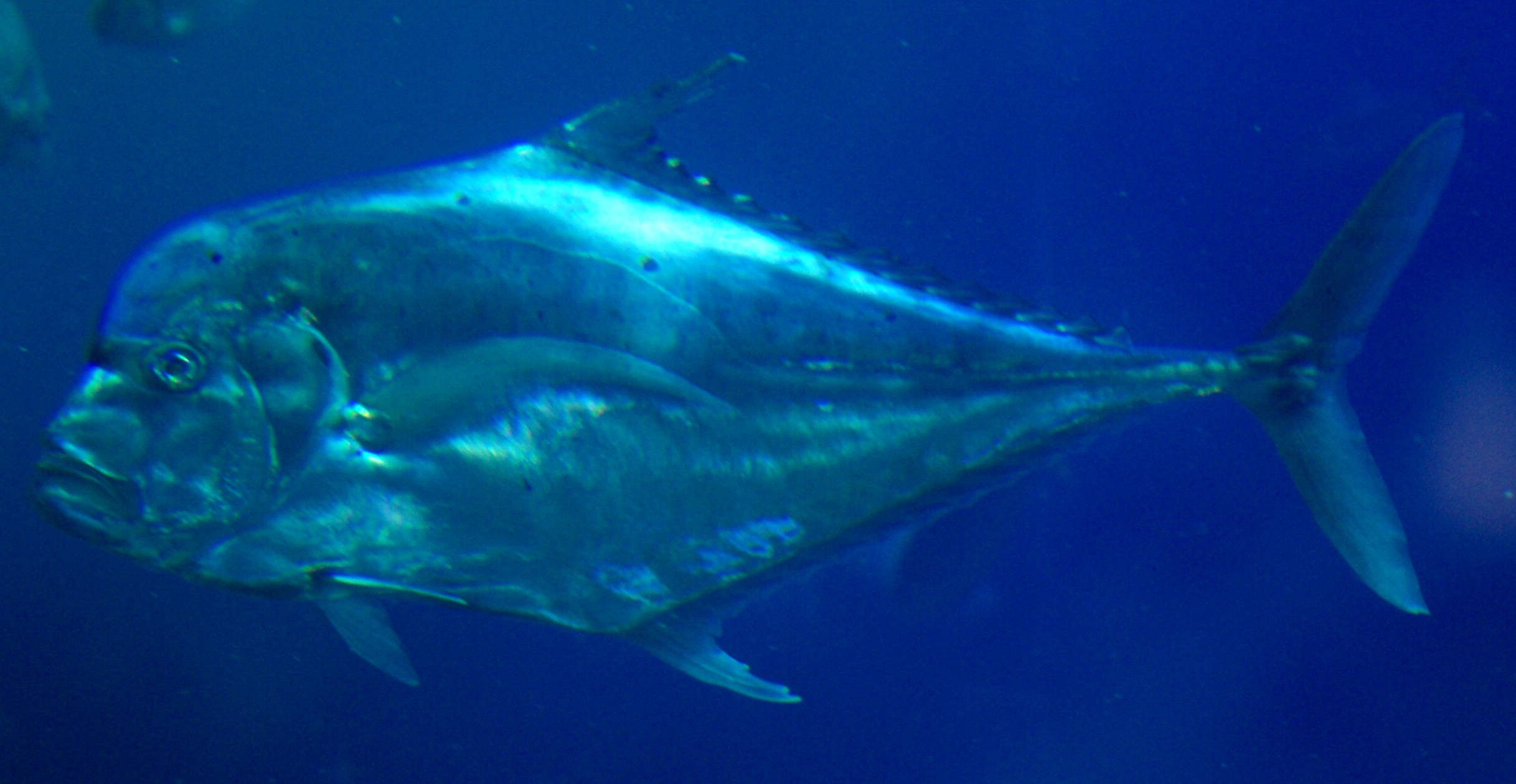
泳いでいる様子。眼の上部には強い突出がみられる。

肉食魚で、魚類やイカ、クラゲ、甲殻類などを捕食する。イトヒキアジと同様、幼魚の伸長した鰭はクラゲの触手に擬態したものだと考えられており、捕食者から逃れるのに役立っているとみられる。繁殖に関してはあまり分かっていないが、インドネシアにおける観察では、産卵が満潮と干潮の中間にあたる昼間に起こることが示された。2014年には沖縄の美ら海水族館で、幼魚の成長過程に関する詳細な観察が行われた。

## 人間との関係
生息域全域で漁業においてはそれほど重要ではないが、零細漁業でしばしば漁獲される。浜辺での地引網や、延縄による漁獲がそのほとんどを占める。UAEの先史時代、あるいはもう少し新しい時代の遺跡からは、本種の残骸が他の多くのアジ科魚類の残骸とともに出土しており、本種が長らく人間にとって貴重な食料であったことが分かる。シンガポールでは小規模ながら本種の養殖が行われている。養殖魚は1kgあたり7ドルから11ドルほどで販売され、この価格は当地では他のアジ科の養殖魚と比べて同程度あるいは高値である。釣りの対象ともなる。
幼魚は観賞魚として人気があるが、大きな水槽を用意し混泳の際は温厚な魚種を選ぶ必要がある。